# 千のRockYou!!
「千のRockYou!!」は、バンドメンバー（ボーカル、ギター、ベース、キーボード、ドラム）を募集し最大1,000人の参加者が、一斉に同じ楽曲を“せーの”で演奏する大阪府堺市で開催の参加型音楽イベント。南海電気鉄道が主催し、2023年より関西で開始。

## 歴史
はじまりは、南海電気鉄道株式会社での新規事業開発プログラムで生まれた「Every Buddy」が開催していたライブ（Back to the Music）内で、参加者同士のコミュニケーションを促すために、ライブの最後に同じ楽曲をその日の出演者みんなで合奏する時間を設けたことがきっかけで合奏の良さを知り、イタリアの「Rockin’1000」や日本の「1000人ROCK FES.GUNMA」に着想を得て関西初開催を行いました。

### 2023年（初開催）
- 開催日：2023年11月25日
- 会場：大泉緑地 大芝生広場（大阪府堺市）
- 参加人数：約350人（うち招待100人）
- 演奏曲
  - ウィ・ウィル・ロック・ユー（クイーン）
  - 人にやさしく（THE BLUE HEARTS）
  - TRAIN-TRAIN（THE BLUE HEARTS）
- 主催：株式会社 EveryBuddy
- 共催：大泉緑地指定管理グループ（大阪府公園協会）

### 2024年
- 開催日：2024年11月23日
- 参加人数：約370人
- 演奏曲
  - スメルズ・ライク・ティーン・スピリット（ニルヴァーナ）
  - タイムマシンにおねがい（サディスティック・ミカ・バンド）
  - オトナノススメ（怒髪天）
  - TRAIN-TRAIN（THE BLUE HEARTS）
- 主催：南海電気鉄道株式会社
- 共催：大泉緑地指定管理グループ（大阪府公園協会）

### 2025年（予定）
- 開催予定日：2025年11月22日（予備日：11月23日）
- 会場：大泉緑地 大芝生広場（大阪府堺市）
- 演奏曲
  - イッツ・マイ・ライフ（ボン・ジョヴィ）
  - 深夜高速（フラワーカンパニーズ）
  - 情熱の薔薇（THE BLUE HEARTS）
  - TRAIN-TRAIN（THE BLUE HEARTS）
- 主催：南海電気鉄道株式会社
- 共催：大泉緑地指定管理グループ（大阪府公園協会）
- 協力：FM大阪

## The ‰
千のRockYouは参加者全員をバンドメンバーとしており、1000人で１つになるという意味を込めて、千分率である‰をバンド名に使用。主催代表でもある、Meg（バンマス）と肩幅（アジテーター）を中心に活動を行っている。

## 関連・派生イベント

#### Unplugged 360°（2024年5月）
- アコースティック形式・円形ステージ、参加者：約200人
- 「アイ・フォウト・ザ・ロウ」「デイ・ドリーム・ビリーバー」「バンザイ 〜好きでよかった〜」「TRAIN-TRAIN」演奏

#### 100 UnPlugged（100UP）2025（2025年5月）
- アコースティック形式　参加者：約120人
- 「この地球の続きを」「愛は勝つ」「バンザイ 〜好きでよかった〜」「TRAIN-TRAIN」演奏

#### TENのRockYou（練習会）
千のRockYou!!やその他大規模イベントの練習会。
※「10（数十人規模）」「点（千（線）に繋がる点）」「天（野外）」などにかかっている。

#### ROCKUS（ロック合唱団）
千のRockYouの課題曲などをコーラスアレンジし、1日で合唱を仕上げるワークショップ

#### 高ボッチFES（2025年9月6日、長野県塩尻市・高ボッチ高原）
千のRockYou初のサポートイベント

## メディア掲載・放送実績
- テレビ
  - サンテレビ「あんてなサン」2024年12月15日
  - テレビ大阪「サキガケ!エンタメ情報」2024年12月26日
  - J:COM「ジモトトピックス（堺）」2024年11月30日等で紹介
- ラジオ
  - ABCラジオ「田淵満里奈…and Music」（2023年11月）
  - ABCラジオ「武田和歌子…and music」（2024年5月）
  - FM大阪「BAND FLAP(LOVE FLAP内)」などなど
- 新聞：2024年11月7日、産経新聞（地域版）掲載
- 受賞：MBS「よんチャンTV」での取材映像が関西写真記者協会賞（金賞）受賞